# Marcin Krzeczowicz
Marcin Krzeczowicz herbu Gryf (Krzeczewicz, Krzeszowski; ur. ?, zm. 1468-1470 (przed 1483)) – duchowny rzymskokatolicki, biskup łucki.
Nie jest pewne jego nazwisko. W źródłach watykańskich występuje pod samym imieniem. W Rocznikach, czyli kronikach sławnego Królestwa Polskiego Jana Długosza wymieniany pod różnymi nazwiskami (Krzeczowicz, Krzeczewicz, Krzeszowski). U staropolskich historiografów nazywany jest również Rzeszowickim, Rzeszowskim i Ostrowskim z Krzeszowic.

## Biografia
Z pochodzenia Litwin (wg Długosza) lub Polak z ziemi lubelskiej (wg Kaspra Niesieckiego). Prawdopodobnie był kanonikiem wileńskiej kapituły katedralnej.
4 lipca 1468 papież Paweł II prekonizował go biskupem łuckim. Brak informacji, od kogo i kiedy przyjął sakrę biskupią. Przypuszcza się, że jego konsekratorem był jego poprzednik na łuckiej katedrze, biskup wileński Jan Łosowicz lub arcybiskup lwowski Grzegorz z Sanoka.
Najprawdopodobniej zmarł najpóźniej w 1470, jednak jako osoba zmarła pojawia się w źródłach dopiero w 1483 przy okazji prowizji dla jego następcy.